# Decydująca gra
Decydująca gra (oryg. End Game) – film z 2006 roku w reżyserii Andy’ego Chenga.

## Obsada
- Cuba Gooding Jr. – Alex Thomas
- Angie Harmon – Kate Crawford
- James Woods – Vaughn Stevens
- Anne Archer – Pierwsza Dama
- Jack Scalia – Prezydent
- Patrick Fabian – Brian Martin
- Burt Reynolds – Generał Montgomery
- Sarah Ann Schultz – Janice Roberts